# هومو ديوس: نبذة مختصرة عن تاريخ المستقبل
هومو ديوس: نبذة مختصرة عن تاريخ المستقبل هو كتاب ألّفه الكاتب والمؤرخ الإسرائيلي البروفسور يوفال نوح هراري، من الجامعة العبرية في القدس. صدر الكتاب أولاً باللغة العبرية عام 2015 عن دار دفير للنشر، ثم صدرت النسخة الإنجليزية في المملكة المتحدة في سبتمبر 2016، وفي الولايات المتحدة في فبراير 2017.
وعلى غرار كتابه السابق "العاقل: تاريخ مختصر للجنس البشري"، يسرد هراري مسار التاريخ البشري مستعرضاً الأحداث والتجارب الإنسانية الفردية، إلى جانب القضايا الأخلاقية المرتبطة بدراسته التاريخية. غير أن "الإنسان الإله" (المشتق من الكلمة اللاتينية "هومو" بمعنى إنسان، و"ديوس" بمعنى إله) يركز بشكل أكبر على القدرات التي اكتسبها البشر (الإنسان العاقل) عبر وجودهم، وتطورهم كأبرز الأنواع المهيمنة في العالم. يصف الكتاب قدرات وإنجازات البشرية الحالية ويحاول رسم صورة للمستقبل. كما يناقش العديد من القضايا الفلسفية مثل الإنسانية والفردانية وما بعد الإنسانية والفناء.